# 2-Aminodiphenylamin
2-Aminodiphenylamin ist eine chemische Verbindung aus der Gruppe der Aminobenzole.

## Gewinnung und Darstellung
2-Aminodiphenylamin kann durch Reaktion von 1-Chlor-2-nitrobenzol mit Anilin und anschließende Reduktion gewonnen werden.

## Eigenschaften
2-Aminodiphenylamin ist ein rotbrauner Feststoff, der praktisch unlöslich in Wasser ist. Er zersetzt sich bei Erhitzung.

## Verwendung
2-Aminodiphenylamin wird als Zwischenprodukt in der organischen Synthese und Pharmazie eingesetzt.